# Amata shoa
Amata shoa là một loài bướm đêm thuộc phân họ Arctiinae, họ Erebidae.